# Kléla
Kléla is een gemeente (commune) in de regio Sikasso in Mali. De gemeente telt 25.000 inwoners (2009).
De gemeente bestaat uit de volgende plaatsen:
- Djirigorola
- Dougoumousso
- Douna-Ouna
- Kléla
- Kong-Kala
- Loutana
- Maro
- Nantoumana
- Siani
- Tinzanadougou
- Touroumadié
- Yaban
- Zérélani
- Zoumanadiassa